# Giovanni Maria Verdizotti

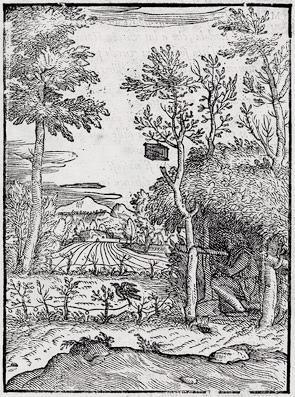
Una xilografia di "L'uccellatore e l'allodola" dalle Cento favole morali

Giovanni Maria Verdizotti (Venezia, 1525 – Venezia, 1600) è stato uno scrittore e pittore italiano.

## Biografia
Come artista, Verdizotti è principalmente ricordato per la sua amicizia con Tiziano, di cui fu allievo, e poi suo segretario dal 1556. Nessuna opera dipinta gli può essere attribuita con certezza ma, a giudicare dalle stampe delle sue Cento favole morali, la sua specialità erano i piccoli paesaggi con minuscole figure. C'è un disegno a penna e inchiostro firmato da lui di Cefalo e Procri (Brunswick, Herzog Anton Ulrich-Museum), che ricorda lo stile grafico di Tiziano. Altri disegni attribuiti a Verdizotti sono Paesaggio con case a penna e inchiostro (Milano, Biblioteca Ambrosiana) e lo Studio di albero nello stile di Tiziano (Madrid, Real Academia de Bellas Artes de San Fernando). Probabilmente eseguì anche il disegno a penna e acquarello di Un orso che divora un coniglio in un paesaggio (Firenze, Galleria degli Uffizi), che ha come motto naturam ars vincit, un'opera vicina nello stile alle xilografie che illustrano le sue favole. Allo stesso modo, il presunto ritratto a inchiostro di Tiziano (Haarlem, Museo Teylers) è vicino a Cefalo e Procri.
L'opera poetica di Verdizotti comprende una traduzione in ottava rima del secondo libro dell'Eneide (1560) e un romanzo cavalleresco, Del L'Aspramonte (1594). La sua opera più celebre furono le "Cento favole morali", apprezzate tanto per la bellezza delle sue xilografie quanto per i versi e l'interessante scelta dei soggetti. Secondo Ruth Mortimer fu probabilmente influenzato dalle Centum Fabulae (1563) di Gabriele Faerno, le cui incisioni sono considerate di Tiziano e che Verdizotti potrebbe aver visto in preparazione. Tra le favole di Verdizotti non compaiono 37 soggetti di Faerno, i testi rifiutati che trattano principalmente di uomini e dèi. La sua preferenza è per le favole di animali ma ha anche aggiunto il biblico Gli alberi e il rovo.
Nel 1597 Verdizotti pubblicò una prosa di Vite de Santi Padri in cui menzionava di avere un canonico a Castelcucco, vicino a Treviso.

## Opere pubblicate selezionate
- Il secondo libro dell'Eneida di Virgilio dove si contiene la distruttione dell' antichissimo imperio d'Asia (Il secondo libro dell'Eneide)
- Encomium Picturae (Elogio della pittura, 1569)
- Cento favole bellissime de i piu illustri antichi, e moderni autori Grece, e Latini (Cento favole, 1570)[3]
- Genius sive de furore poetico (Genio o la follia poetica, 1575)
- XII sonetti nelle nozze de Francesco de Medici, gran duca di Toscana (12 sonetti sul matrimonio del Granduca di Toscana, 1579)[4]
- Dell'Aspramonte: poema eroico (1594)
- Le vite de Santi Padri (Le vite dei Santi Padri, 1597). La nuova edizione del 1600 viene corretta, emendata e "espurgate da infiniti errori".[5]